# Ема Чейс
Ема Чейс (на английски: Emma Chase) е американска писателка на произведения в жанра любовен роман.

## Биография и творчество
Ема Чейс е родена в САЩ. От малка е запалена читателка, сама опитва да пише и в гимназията е редактор на училищния вестник. В колежа, където следва английска филология, посещава курс по творческо писане. След раждането на децата си временно спира да пише, но след тръгването им на училище отново посещава курс по творческо писане в колежа и продължава да пише.
Първият ѝ роман „Заплетени“ от едноименната поредица е издаден през 2013 г. Главни герои са Дрю Евънс, бизнесмен в инвестиционната компания на баща си и плейбой, и Катрин Брукс, новата сътрудничка в компанията, която не се поддава на чара му. Между тях кипи професионално и личностно съревнование. Романът става бестселър в списъка на „Ню Йорк Таймс“ и я прави известна, след което тя се посвещава на писателската си кариера. Романът е екранизиран през 2022 г. в едноименния филм с участието на Катрин Хюз и Джош Плас.
Ема Чейс живее със семейството си в малък град в Ню Джърси.

## Произведения

### Поредица „Заплетени“ (Tangled)
1. Tangled (2013)[1][2][3]
Заплетени, изд.: „Егмонт България“, София (2014), прев. Гергана Дечева
2. Twisted (2014)
Усукани, изд.: „Егмонт България“, София (2014), прев. Гергана Дечева
3. Tamed (2014)
Опитомени, изд.: „Егмонт България“, София (2015), прев. Гергана Дечева
4. Tied (2014)
Свързани, изд.: „Егмонт България“, София (2015), прев. Гергана Дечева

към поредицата
- Holy Frigging Matrimony (2013) Свещен проклет брак (Фен превод)
- It's a Wonderful Tangled Christmas Carol (2015) – новела Това е една чудесна заплетена Коледа (Фен превод)

### Поредица „Правни връзки“ (Legal Briefs)
1. Overruled (2015)[1][2][3]
2. Sustained (2015)
3. Appealed (2016)

- Sidebarred (2016)

### Поредица „Кралски истории“ (Royally)
1. Royally Screwed (2016)[1][2]Прецакан по кралски (Фен превод)
2. Royally Matched (2017) Подходящи по кралски (Фен превод)
3. Royally Endowed (2017) Свързани по кралски (Фен превод)
4. Royally Yours (2018) Свои по кралски (Фен превод)
5. Royally Raised (2017) Възпитани по кралски (Фен превод)
6. Royally Remembered (2022) Спомени по кралски (Фен превод)

### Поредица „Да вземеш нещо“ (Getting Some)
1. Getting Schooled (2018)[1][2]
2. Getting Played (2019)
3. Getting Real (2021)

### Поредица „Бодигардове“ (Bodyguards)
1. Dirty Charmer (2020)[1][2]

### Екранизации
- 2019 The Naughty List – късометражен тв филм, история
- 2022 Tangled